# شبه دخيل إنجليزي (يابانية)
شبه الدخيل الإنجليزي في اللغة اليابانية (واسي إيغو) يراد به اللفظ الذي ركب في اللغة اليابانية من كلمات دخيلة إنجليزية.